# Râul Tulva
Râul Tulva este un curs de apă, afluent al râului Eufrosia .

## Hărți
- Parcul Vânători-Neamț